# ペガサス幻想 ver.Ω
ペガサス幻想 ver.Ω（ペガサスファンタジー バージョンオメガ）は、日本のロックバンド、MAKE-UPによる中川翔子をフィーチャーした楽曲。2012年7月11日にシングルとして日本コロムビアから発売された。規格品番はCOCC-16615。

## 内容
表題曲は「ペガサス幻想」のセルフカバーであり、テレビ朝日系で放送されたテレビアニメ『聖闘士星矢Ω』第1期オープニングテーマに起用された。同アニメで女神アテナ・城戸沙織役を演じている中川翔子は、フィーチャリング・ボーカルとして参加となっている。

## シングル収録内容
| #         | タイトル                               | 作詞      | 作曲              | 編曲              | 時間  |
| --------- | -------------------------------------- | --------- | ----------------- | ----------------- | ----- |
| 1.        | 「ペガサス幻想 ver.Ω」(feat. 中川翔子) | 竜真知子  | 松澤浩明 山田信夫 | 平松建治 河野陽吾 | 3:51  |
| 2.        | 「Get the future」                     | 山田信夫  | 河野陽吾          |                   | 4:05  |
| 3.        | 「ペガサス幻想 ver.Ω」(off vocal)      |           |                   |                   | 3:51  |
| 4.        | 「Crosswalk」(off vocal)               |           |                   |                   | 4:01  |
| 合計時間: | 合計時間:                              | 合計時間: | 合計時間:         | 合計時間:         | 15:48 |

## 収録アルバム
- UCHI-SHIGOTO,SOTO-SHIGOTO!!（#1のみ、2013年1月9日）
- 聖闘士星矢Ω Song Collection（#1のみ、2013年12月25日）